# Condeau
Condeau – miejscowość i dawna gmina we Francji, w regionie Normandia, w departamencie Orne. W 2013 roku jej populacja wynosiła 427 mieszkańców. 
W dniu 1 stycznia 2016 roku z połączenia trzech ówczesnych gmin – Condeau, Condé-sur-Huisne oraz Coulonges-les-Sablons – powstała nowa gmina Sablons-sur-Huisne. Siedzibą gminy została miejscowość Condé-sur-Huisne. 